# Papá a toda madre
Papá a toda madre – meksykańska telenowela z 2017 roku. Wyprodukowana przez Eduardo Meza dla Televisy i emitowana na kanale Las Estrellas.

## Obsada
| Aktor               | Rola                 |
| ------------------- | -------------------- |
| Sebastián Rulli     | Mauricio López-Garza |
| Maite Perroni       | Renée Sánchez Moreno |
| Mark Tacher         | Fabián Carvajal      |
| Juan Carlos Barreto | Nerón Machuca        |
| Sergio Mur          | Jorge Turrubiates    |
| Raúl Araiza         | Toño Barrientos      |